# Micadina phluctainoides
Micadina phluctainoides är en insektsart som först beskrevs av Rehn, J.A.G. 1904.  Micadina phluctainoides ingår i släktet Micadina och familjen Diapheromeridae. Inga underarter finns listade i Catalogue of Life.